# 角屋里帆
角屋 里帆（すみや りほ、1991年7月12日 - ）は、東京都東久留米市出身のハンドボール選手。日本ハンドボールリーグのイズミメイプルレッズ所属。

## 経歴
2014年に日本ハンドボールリーグの広島メイプルレッズへ加入。背番号は「20」。
2015-16年シーズンから背番号を「2」へ変更。
2016年の第6回全日本社会人ハンドボール選手権大会ではベストセブンに選ばれた。

## 詳細情報

### 年度別成績
| 年       | チーム   | 試合 | フィールド 得点 | 率   | 7m  | 合計  | 警告 | 退場 | 失格 |
| -------- | -------- | ---- | --------------- | ---- | --- | ----- | ---- | ---- | ---- |
| 2014-15  | 広島     | 18   | 0/3             | .000 | 0/0 | 0/3   | 0    | 0    | 0    |
| 2015-16  | 広島     | 12   | 7/11            | .636 | 0/0 | 7/11  | 3    | 5    | 0    |
| 2016-17  | 広島     | 18   | 17/33           | .515 | 0/0 | 17/33 | 9    | 4    | 0    |
| 2017-18  | 広島     | 24   | 8/15            | .533 | 0/0 | 8/15  | 9    | 7    | 0    |
| 2018-19  | 広島     | 24   | 20/26           | .769 | 0/0 | 20/26 | 6    | 9    | 0    |
| JHL：5年 | JHL：5年 | 96   | 52/88           | .591 | 0/0 | 52/88 | 27   | 25   | 0    |

- 各年度の太字はリーグ最高

### タイトル・表彰

#### 社会人選手権
- ベストセブン：1回 (2016年)

### 記録

#### 日本ハンドボールリーグ
- フィールドゴール初得点：2016年1月16日、対オムロン戦（東区スポーツセンター）[4]

### 背番号
- 20 (2014年 - 2015年)
- 2 (2015年 - )